# لاري جولدنبيرج
لاري جولدنبيرج هو طبيب كندي، ولد في 1953.